# Tanay (Côte-d’Or)
Tanay ist eine französische Gemeinde mit 221 Einwohnern (Stand 1. Januar 2022) im Département Côte-d’Or in der Region Bourgogne-Franche-Comté. Sie gehört zum Arrondissement Dijon und zum Kanton Saint-Apollinaire.

## Geographie
Umgeben wird Tanay von den Gemeinden Bèze im Norden, von Mirebeau-sur-Bèze im Osten, von Savolles im Süden und von Beire-le-Châtel im Westen.

## Bevölkerungsentwicklung
| Jahr                       | 1962 | 1968 | 1975 | 1982 | 1990 | 1999 | 2008 | 2013 | 2019 |
| Einwohner                  | 211  | 220  | 191  | 242  | 250  | 232  | 227  | 233  | 218  |
| Quellen: Cassini und INSEE |      |      |      |      |      |      |      |      |      |